# Oued Aïssi
L'oued Aïssi (en alphabet arabe : وادي عيسي), en kabyle Asif n At Ɛisi, est une rivière de Kabylie qui coule à l'est de la ville algérienne de Tizi Ouzou (chef-lieu de wilaya). C'est un affluent de rive gauche du fleuve Sebaou.

## Géographie
L'oued Aïssi est un des réceptacles des eaux du versant nord du Djurdjura et de l'Akfadou. Il est alimenté par des  rivières qui lui amènent du sable et du gravier.
Il se jette à l'est de Tizi Ouzou dans le Sebaou qui descend aussi des crêtes de la Grande Kabylie et qui reçoit également la Messouya, son plus grand affluent dont la source est sur les hauteurs d'Iferhounene.
L'oued Aïssi est une rivière difficile à traverser en hiver.
Il donne son nom à un quartier de Tizi Ouzou, « Oued Aissi », où on trouve notamment la « rue de la ZI Oued Aissi »

## Affluents
Les cours d'eau qui se jettent dans l'oued Aïssi sont les suivants :
- Asif Bu Yedɣaɣen
- Asif Userdun
- Tasift Tkanna
- Tasift Tajjelt
- Tasift At Xlili
- Tasif n At Bu Ɛḍa
- Asif Bw_agdur (bougdoura DBK[pas clair])
- Tasift Ugargur (Tadmait)